# Xorides rusticus
Xorides rusticus är en stekelart som först beskrevs av Desvignes 1856.  Xorides rusticus ingår i släktet Xorides, och familjen brokparasitsteklar. Inga underarter finns listade.